# Gouvernement Sunak
Royaume-Uni
Truss Starmer
Le gouvernement Sunak (en anglais : Sunak ministry) est le gouvernement du Royaume-Uni de Grande-Bretagne et d'Irlande du Nord entre le 25 octobre 2022 et le 5 juillet 2024, sous la 58e législature de la Chambre des communes.
Il est dirigé par le conservateur Rishi Sunak à la suite de son élection comme chef du Parti conservateur. Il succède au gouvernement de Liz Truss, contrainte à la démission en raison de la crise financière engendrée par ses projets fiscaux et budgétaires, et cède le pouvoir au gouvernement Starmer après que le Parti travailliste a remporté la majorité absolue aux élections générales de 2024.

## Historique du mandat
Ce gouvernement est dirigé par le nouveau Premier ministre, Rishi Sunak, anciennement chancelier de l'Échiquier. Il est constitué et soutenu par le Parti conservateur, qui dispose seul de 357 députés sur 650, soit 54,9 % des sièges de la Chambre des communes.
Il est formé à la suite de la démission de Liz Truss, au pouvoir depuis septembre 2022.
Il succède donc au gouvernement Truss, constitué et soutenu dans les mêmes conditions.

### Formation
Liz Truss annonce sa démission le 20 octobre 2022, 44 jours seulement après être entrée en fonction, ce qui constitue le nouveau record du plus court mandat au pouvoir. Son départ se produit après plusieurs semaines de crise, déclenchée par la présentation de ses mesures fiscales en septembre, et face à une fronde de plus en plus intense au sein de son groupe parlementaire.
Le 24 octobre 2022, date limite de dépôt des parrainages requis pour participer à l'élection à la direction du Parti conservateur, seul Rishi Sunak remplit les conditions pour postuler comme chef du parti après les retraits de Boris Johnson puis Penny Mordaunt, ce qui lui permet d'être automatiquement désigné. Le lendemain, Rishi Sunak est formellement nommé Premier ministre par le roi Charles III et chargé de constituer le nouveau gouvernement.
Il est ainsi le plus jeune Premier ministre depuis deux siècles, le premier « non-Blanc » à occuper cette fonction, le cinquième chef de gouvernement depuis la tenue du référendum sur l'appartenance du Royaume-Uni à l'Union européenne, en 2016 et le premier chef de l'exécutif désigné par Charles III.
Quelques heures après son entrevue avec le monarque, le nouveau Premier ministre dévoile la composition de son gouvernement. Son équipe associe le souci de stabilité dans un contexte financier et international agité et des gages donnés à l'ensemble des tendances du Parti conservateur : Rishi Sunak confirme ainsi le chancelier de l'Échiquier, Jeremy Hunt, et les secrétaires d'État aux Affaires étrangères, James Cleverly, et à la Défense, Ben Wallace, rappelle comme secrétaire d'État à l'Intérieur Suella Braverman et comme vice-Premier ministre et secrétaire d'État à la Justice Dominic Raab, et maintient Penny Mordaunt dans ses fonctions.

### Évolution
Le ministre d'État sans attribution, Gavin Williamson, démissionne le 8 novembre 2022, à la suite d'accusations de harcèlements dans l'exercice de ses précédentes responsabilités de secrétaire d'État à l'Éducation puis secrétaire d'État à la Défense, sous les mandats de Theresa May. Il réfute ces mises en cause et indique quitter le cabinet car elles « deviennent une source de distraction au bon travail que le gouvernement mène pour le peuple britannique ». Ce départ d'un proche allié de Rishi Sunak se produit seulement deux semaines après l'entrée en fonction du nouveau Premier ministre.
Le 29 janvier 2023, Rishi Sunak annonce, dans un communiqué officiel, avoir limogé Nadhim Zahawi, ministre sans portefeuille et président du Parti conservateur. Cette décision est la conséquence des résultats d'une enquête menée — à la demande du Premier ministre — par un conseiller éthique indépendant concernant le fait que Nadhim Zahawi avait réglé, moyennant paiement d'une majoration, un contentieux avec l'administration fiscale quand il était chancelier de l'Échiquier sans le déclarer. Le rapport considère que Nadhim Zahawi aurait dû mettre à jour sa situation fiscale et rendre public son redressement.
Profitant du remplacement de Nadhim Zahawi, le Premier ministre procède, le 7 février, à un remaniement ministériel, le premier depuis son emménagement au 10 Downing Street. Grant Shapps devient secrétaire d'État à la Sécurité énergétique et à la Neutralité carbone, Michelle Donelan secrétaire d'État à la Science, à l'Innovation et à la Technologie, et Kemi Badenoch secrétaire d'État aux Affaires et au Commerce, mettant en avant deux priorités de Rishi Sunak, l'économie et l'innovation. Greg Hands, qui occupe des fonctions gouvernementales depuis plus de dix ans, est choisi comme nouveau président du Parti conservateur et ministre sans portefeuille.
Le vice-Premier ministre et secrétaire d'État à la Justice, Dominic Raab, remet sa démission le 21 avril 2023, après qu'un rapport indépendant, qu'il avait lui-même commandé, a conclu qu'il s'était livré à des pratiques revelant du harcèlement moral à la tête de plusieurs ministères. Cette démission, que Dominic Raab décrit comme « obligée », est la troisième concernant un comportement personnel, après celles de Gavin Williamson et de Nadhim Zahawi. À deux semaines des élections locales, cette affaire met Rishi Sunak en difficulté, alors qu'il s'était engagé lors de son arrivée au pouvoir à placer son gouvernement sous le sceau de « l'intégrité et du professionnalisme ». Le Premier ministre procède, dans la foulée, à un ajustement ministériel : Oliver Dowden, chancelier du duché de Lancastre, devient vice-Premier ministre, tandis qu'Alex Chalk est promu secrétaire d'État à la Justice.
Le 31 août 2023, le secrétaire d'État à la Défense, Ben Wallace, annonce avoir remis sa démission, conformément à son intention exprimée au cours de l'été, et se voit remplacé par le secrétaire d'État à la Sécurité énergétique, Grant Shapps. Le portefeuille de ce dernier est confié à Claire Coutinho, jusqu'ici sous-secrétaire d'État parlementaire chargée de l'Enfance, des Familles et du Bien-être et qui devient la première députée élue pour la première fois en 2019 nommée au sein du cabinet. Selon Le Monde, la nomination de Grant Shapps inquiète les experts du monde de la défense, du fait de son inexpérience et sa grande proximité avec Rishi Sunak, qui l'empêcherait de s'opposer au Premier ministre.
Après que la secrétaire d'État à l'Intérieur, Suella Braverman, a signé une tribune dans le Times critiquant la police londonienne sans avoir reçu le feu vert de Downig Street, elle est limogée le 13 novembre 2023 par Rishi Sunak, qui la remplace par le secrétaire d'État aux Affaires étrangères, James Cleverly, lui-même cédant ses fonctions à un revenant inattendu, l'ex-chef du gouvernement David Cameron. En complément, la secrétaire d'État à l'Environnement, Thérèse Coffey, est limogée au profit du secrétaire d'État à la Santé, Stephen Barclay, qui laisse son poste à Victoria Atkins, dans une volonté du Premier ministre de promouvoir les bons débatteurs télévisuels. Les proches de Rishi Sunak bénéficient également de promotions, puisque Richard Holden remplace Greg Hands comme ministre sans portefeuille et président du Parti conservateur après une série de défaites électorales du parti au pouvoir et que Laura Trott devient secrétaire en chef du Trésor. Avec la nomination d'Esther McVey comme ministre sans portefeuille, le chef de l'exécutif cherche à rassurer l'aile droite du Parti conservateur.

## Composition

### Initiale (25 octobre 2022)
- Par rapport au gouvernement Truss, les nouveaux membres sont indiqués en gras, ceux ayant changé d'attributions le sont en italique.

| Fonction | Titulaire | Titulaire | Titulaire                              | Parti        |
| --- | --------- | --------- | -------------------------------------- | ------------ |
| Premier ministre Premier lord du Trésor Ministre de la Fonction publique Ministre pour l'Union                         |           |           | Rishi Sunak                            | Conservateur |
| Vice-Premier ministre Secrétaire d'État à la Justice Lord chancelier                                                   |           |           | Dominic Raab                           | Conservateur |
| Chancelier de l'Échiquier Second lord du Trésor                                                                        |           |           | Jeremy Hunt                            | Conservateur |
| Secrétaire d'État aux Affaires étrangères, du Commonwealth et du Développement                                         |           |           | James Cleverly                         | Conservateur |
| Secrétaire d'État à l'Intérieur                                                                                        |           |           | Suella Braverman                       | Conservateur |
| Secrétaire d'État à la Défense                                                                                         |           |           | Ben Wallace                            | Conservateur |
| Secrétaire d'État à la Santé et à la Protection sociale                                                                |           |           | Steve Barclay                          | Conservateur |
| Chancelier du duché de Lancastre                                                                                       |           |           | Oliver Dowden                          | Conservateur |
| Leader de la Chambre des communes Lord président du Conseil                                                            |           |           | Penny Mordaunt                         | Conservateur |
| Leader de la Chambre des lords Lord du sceau privé                                                                     |           |           | Nicholas True                          | Conservateur |
| Ministre sans portefeuille Président du Parti conservateur                                                             |           |           | Nadhim Zahawi (jusqu'au 29/01/2023)    | Conservateur |
| Secrétaire d'État aux Affaires, à l'Énergie et à la Stratégie industrielle                                             |           |           | Grant Shapps                           | Conservateur |
| Secrétaire d'État à l'Égalité des chances, au Logement et aux Communautés Ministre des Relations intergouvernementales |           |           | Michael Gove                           | Conservateur |
| Secrétaire d'État au Commerce international Président de la Commission du Commerce Ministre des Égalités               |           |           | Kemi Badenoch                          | Conservateur |
| Secrétaire d'État au Travail et aux Retraites                                                                          |           |           | Mel Stride                             | Conservateur |
| Secrétaire d'État à l'Éducation                                                                                        |           |           | Gillian Keegan                         | Conservateur |
| Secrétaire d'État à l'Environnement, à l'Alimentation et aux Affaires rurales                                          |           |           | Thérèse Coffey                         | Conservateur |
| Secrétaire d'État aux Transports                                                                                       |           |           | Mark Harper                            | Conservateur |
| Secrétaire d'État au Numérique, à la Culture, aux Médias et aux Sports                                                 |           |           | Michelle Donelan                       | Conservateur |
| Secrétaire d'État pour l'Irlande du Nord                                                                               |           |           | Chris Heaton-Harris                    | Conservateur |
| Secrétaire d'État pour l'Écosse                                                                                        |           |           | Alister Jack                           | Conservateur |
| Secrétaire d'État pour le Pays de Galles                                                                               |           |           | David T. C. Davies                     | Conservateur |
| Participant aux réunions du cabinet                                                                                    |           |           |                                        |              |
| Whip en chef Secrétaire parlementaire du Trésor                                                                        |           |           | Simon Hart                             | Conservateur |
| Secrétaire en chef du Trésor                                                                                           |           |           | John Glen                              | Conservateur |
| Procureur général |           |           | Victoria Prentis                       | Conservateur |
| Ministre du Bureau du Cabinet Paymaster General                                                                        |           |           | Jeremy Quin                            | Conservateur |
| Ministre d'État à la Sécurité                                                                                          |           |           | Tom Tugendhat                          | Conservateur |
| Ministre d'État aux Anciens combattants                                                                                |           |           | Johnny Mercer                          | Conservateur |
| Ministre d'État |           |           | Gavin Williamson (jusqu'au 08/11/2022) | Conservateur |
| Ministre d'État à l'Immigration                                                                                        |           |           | Robert Jenrick                         | Conservateur |
| Ministre d'État au Développement                                                                                       |           |           | Andrew Mitchell                        | Conservateur |

### Remaniement du 7 février 2023
- Par rapport à la composition précédente, les nouveaux membres sont indiqués en gras, ceux ayant changé d'attributions le sont en italique.

| Fonction | Titulaire | Titulaire | Titulaire                          | Parti        |
| --- | --------- | --------- | ---------------------------------- | ------------ |
| Premier ministre Premier lord du Trésor Ministre de la Fonction publique Ministre pour l'Union                         |           |           | Rishi Sunak                        | Conservateur |
| Vice-Premier ministre                                                                                                  |           |           | Dominic Raab (jusqu'au 21/04/2023) | Conservateur |
| Vice-Premier ministre                                                                                                  |           |           | Oliver Dowden                      | Conservateur |
| Chancelier de l'Échiquier Second lord du Trésor                                                                        |           |           | Jeremy Hunt                        | Conservateur |
| Secrétaire d'État aux Affaires étrangères, du Commonwealth et du Développement                                         |           |           | James Cleverly                     | Conservateur |
| Secrétaire d'État à l'Intérieur                                                                                        |           |           | Suella Braverman                   | Conservateur |
| Secrétaire d'État à la Justice Lord chancelier                                                                         |           |           | Dominic Raab (jusqu'au 21/04/2023) | Conservateur |
| Secrétaire d'État à la Justice Lord chancelier                                                                         |           |           | Alex Chalk                         | Conservateur |
| Secrétaire d'État à la Défense                                                                                         |           |           | Ben Wallace (jusqu'au 31/08/2023)  | Conservateur |
| Secrétaire d'État à la Défense                                                                                         |           |           | Grant Shapps                       | Conservateur |
| Secrétaire d'État à la Santé et à la Protection sociale                                                                |           |           | Steve Barclay                      | Conservateur |
| Chancelier du duché de Lancastre                                                                                       |           |           | Oliver Dowden                      | Conservateur |
| Leader de la Chambre des communes Lord président du Conseil                                                            |           |           | Penny Mordaunt                     | Conservateur |
| Leader de la Chambre des lords Lord du sceau privé                                                                     |           |           | Nicholas True                      | Conservateur |
| Ministre sans portefeuille Président du Parti conservateur                                                             |           |           | Greg Hands                         | Conservateur |
| Secrétaire d'État à la Sécurité énergétique et à la Neutralité carbone                                                 |           |           | Grant Shapps (jusqu'au 31/08/2023) | Conservateur |
| Secrétaire d'État à la Sécurité énergétique et à la Neutralité carbone                                                 |           |           | Claire Coutinho                    | Conservateur |
| Secrétaire d'État à l'Égalité des chances, au Logement et aux Communautés Ministre des Relations intergouvernementales |           |           | Michael Gove                       | Conservateur |
| Secrétaire d'État aux Affaires et au Commerce Président de la Commission du Commerce Ministre des Égalités             |           |           | Kemi Badenoch                      | Conservateur |
| Secrétaire d'État au Travail et aux Retraites                                                                          |           |           | Mel Stride                         | Conservateur |
| Secrétaire d'État à l'Éducation                                                                                        |           |           | Gillian Keegan                     | Conservateur |
| Secrétaire d'État à l'Environnement, à l'Alimentation et aux Affaires rurales                                          |           |           | Thérèse Coffey                     | Conservateur |
| Secrétaire d'État aux Transports                                                                                       |           |           | Mark Harper                        | Conservateur |
| Secrétaire d'État à la Culture, aux Médias et aux Sports                                                               |           |           | Lucy Frazer                        | Conservateur |
| Secrétaire d'État à la Science, à l'Innovation et à la Technologie                                                     |           |           | Michelle Donelan                   | Conservateur |
| Secrétaire d'État pour l'Irlande du Nord                                                                               |           |           | Chris Heaton-Harris                | Conservateur |
| Secrétaire d'État pour l'Écosse                                                                                        |           |           | Alister Jack                       | Conservateur |
| Secrétaire d'État pour le Pays de Galles                                                                               |           |           | David T. C. Davies                 | Conservateur |
| Participant aux réunions du cabinet                                                                                    |           |           |                                    |              |
| Whip en chef Secrétaire parlementaire du Trésor                                                                        |           |           | Simon Hart                         | Conservateur |
| Secrétaire en chef du Trésor                                                                                           |           |           | John Glen                          | Conservateur |
| Procureur général |           |           | Victoria Prentis                   | Conservateur |
| Ministre du Bureau du Cabinet Paymaster General                                                                        |           |           | Jeremy Quin                        | Conservateur |
| Ministre d'État à la Sécurité                                                                                          |           |           | Tom Tugendhat                      | Conservateur |
| Ministre d'État aux Anciens combattants                                                                                |           |           | Johnny Mercer                      | Conservateur |
| Ministre d'État à l'Immigration                                                                                        |           |           | Robert Jenrick                     | Conservateur |
| Ministre d'État au Développement                                                                                       |           |           | Andrew Mitchell                    | Conservateur |

### Remaniement du 13 novembre 2023
- Par rapport à la composition précédente, les nouveaux membres sont indiqués en gras, ceux ayant changé d'attributions le sont en italique.

| Fonction | Titulaire | Titulaire | Titulaire                            | Parti        |
| --- | --------- | --------- | ------------------------------------ | ------------ |
| Premier ministre Premier lord du Trésor Ministre de la Fonction publique Ministre pour l'Union                         |           |           | Rishi Sunak                          | Conservateur |
| Vice-Premier ministre Chancelier du duché de Lancastre                                                                 |           |           | Oliver Dowden                        | Conservateur |
| Chancelier de l'Échiquier Second lord du Trésor                                                                        |           |           | Jeremy Hunt                          | Conservateur |
| Secrétaire d'État aux Affaires étrangères, du Commonwealth et du Développement                                         |           |           | David Cameron                        | Conservateur |
| Secrétaire d'État à l'Intérieur                                                                                        |           |           | James Cleverly                       | Conservateur |
| Secrétaire d'État à la Justice Lord chancelier                                                                         |           |           | Alex Chalk                           | Conservateur |
| Secrétaire d'État à la Défense                                                                                         |           |           | Grant Shapps                         | Conservateur |
| Secrétaire d'État à la Santé et à la Protection sociale                                                                |           |           | Victoria Atkins                      | Conservateur |
| Leader de la Chambre des communes Lord président du Conseil                                                            |           |           | Penny Mordaunt                       | Conservateur |
| Leader de la Chambre des lords Lord du sceau privé                                                                     |           |           | Nicholas True                        | Conservateur |
| Ministre sans portefeuille Président du Parti conservateur                                                             |           |           | Richard Holden                       | Conservateur |
| Secrétaire d'État à la Sécurité énergétique et à la Neutralité carbone                                                 |           |           | Claire Coutinho                      | Conservateur |
| Secrétaire d'État à l'Égalité des chances, au Logement et aux Communautés Ministre des Relations intergouvernementales |           |           | Michael Gove                         | Conservateur |
| Secrétaire d'État aux Affaires et au Commerce Président de la Commission du Commerce Ministre des Égalités             |           |           | Kemi Badenoch                        | Conservateur |
| Secrétaire d'État au Travail et aux Retraites                                                                          |           |           | Mel Stride                           | Conservateur |
| Secrétaire d'État à l'Éducation                                                                                        |           |           | Gillian Keegan                       | Conservateur |
| Secrétaire d'État à l'Environnement, à l'Alimentation et aux Affaires rurales                                          |           |           | Stephen Barclay                      | Conservateur |
| Secrétaire d'État aux Transports                                                                                       |           |           | Mark Harper                          | Conservateur |
| Secrétaire d'État à la Culture, aux Médias et aux Sports                                                               |           |           | Lucy Frazer                          | Conservateur |
| Secrétaire d'État à la Science, à l'Innovation et à la Technologie                                                     |           |           | Michelle Donelan                     | Conservateur |
| Secrétaire d'État pour l'Irlande du Nord                                                                               |           |           | Chris Heaton-Harris                  | Conservateur |
| Secrétaire d'État pour l'Écosse                                                                                        |           |           | Alister Jack                         | Conservateur |
| Secrétaire d'État pour le Pays de Galles                                                                               |           |           | David T. C. Davies                   | Conservateur |
| Participant aux réunions du cabinet                                                                                    |           |           |                                      |              |
| Whip en chef Secrétaire parlementaire du Trésor                                                                        |           |           | Simon Hart                           | Conservateur |
| Secrétaire en chef du Trésor                                                                                           |           |           | Laura Trott                          | Conservateur |
| Procureur général |           |           | Victoria Prentis                     | Conservateur |
| Ministre du Bureau du Cabinet Paymaster General                                                                        |           |           | John Glen                            | Conservateur |
| Ministre d'État à la Sécurité                                                                                          |           |           | Tom Tugendhat                        | Conservateur |
| Ministre d'État aux Anciens combattants                                                                                |           |           | Johnny Mercer                        | Conservateur |
| Ministre d'État à l'Immigration                                                                                        |           |           | Robert Jenrick (jusqu'au 06/12/2023) | Conservateur |
| Ministre d'État à l'Immigration                                                                                        |           |           | Tom Pursglove                        | Conservateur |
| Ministre d'État au Développement                                                                                       |           |           | Andrew Mitchell                      | Conservateur |
| Ministre d'État sans portefeuille au Bureau du Cabinet                                                                 |           |           | Esther McVey                         | Conservateur |